# Rhynchobapta diversilineata
Rhynchobapta diversilineata är en fjärilsart som beskrevs av W. Warren 1896. Rhynchobapta diversilineata ingår i släktet Rhynchobapta och familjen mätare. Inga underarter finns listade.